# Mare de Déu del Remei
|  | Per a altres significats, vegeu «Remei». |

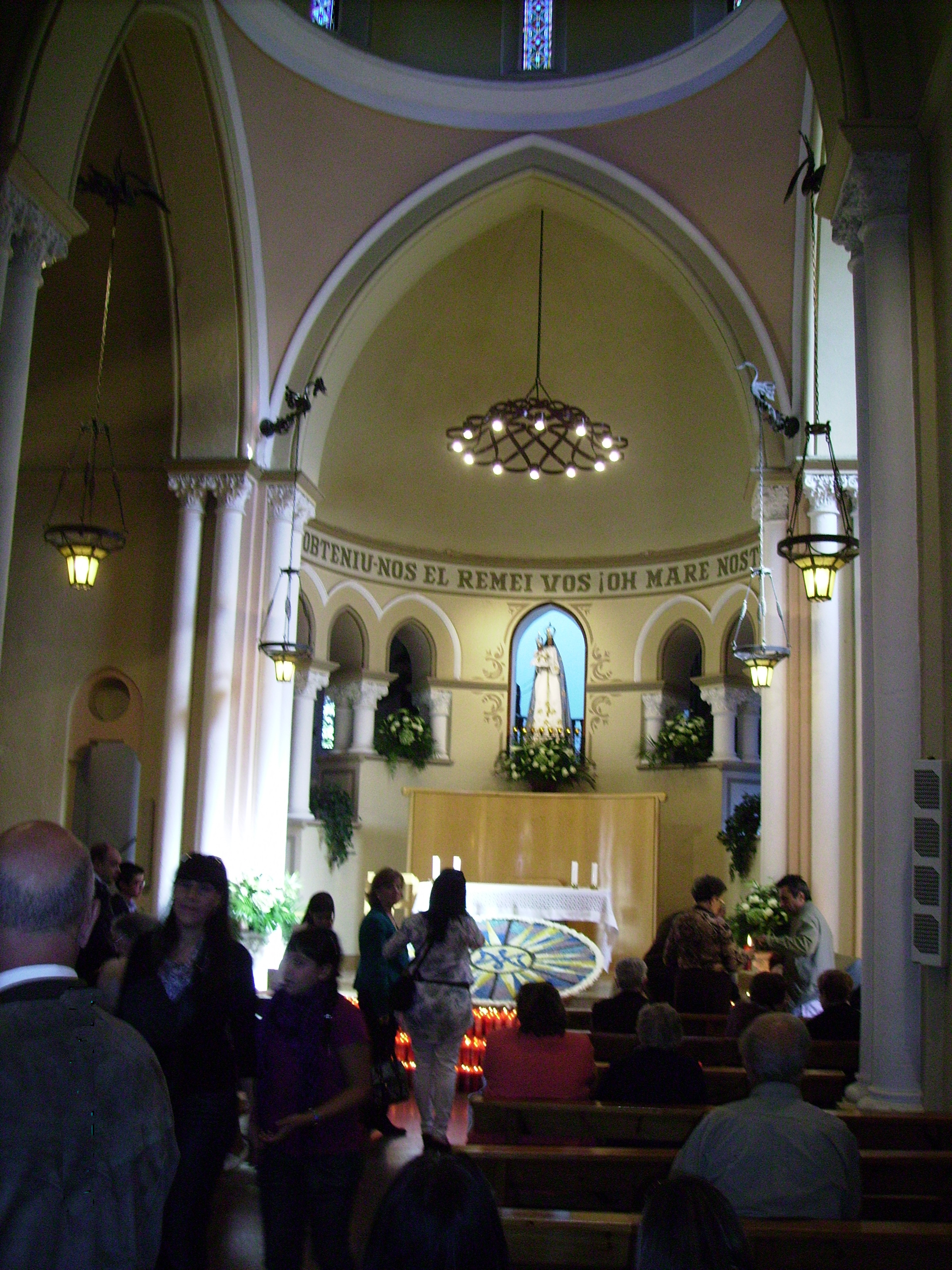
Altar major de l'ermita del Remei a Caldes de Montbui

La Mare de Déu del Remei, Verge del Remei, Nostra Senyora del Remei o simplement el Remei és una advocació mariana commemorada en el calendari litúrgic catòlic el segon diumenge d'octubre (a Caldes de Montbui, el tercer) i és advocada de les parteres i una verge en honor de la qual se celebren a Catalunya molts aplecs i romiatges. La Mare de Déu del Remei és una de les que gaudeixen de més veneració a Catalunya. A més de demanar-li bon consell i remei en casos de malaltia, hom la reclama en tota mena de tribulacions i trasbalsos. Una de les invocacions més freqüents era perquè afavorís el moment del part. Moltes de les imatges de la Mare de Déu del Remei duien una cinta de seda de colors, de l'alçada de la imatge, la qual, posada damunt del cos de la partera, deien que ajudava a infantar.
Com que aquestes cintes tenien molta demanda, finalment es va acabar venent cintes amb virtut remeiera a les ermites i capelles advocades al remei. Hi havia dones que es portaven elles mateixes la cinta, la qual creien que prenia virtut en tocar la imatge de la Mare de Déu.
A més de les cintes, també es tenien per virtuosos els mantells i els rosaris que duien les imatges, els quals es podien llogar als santuaris mitjançant una almoina. Els vells saludadors, adobadors, oracionaires, salmaires i tots aquells que es dedicaven a guarir per art i sense ciència, tenien per patrona la Mare de Déu del Remei.
La Mare de Déu del Remei també és la patrona de la ciutat d'Alacant (País Valencià). A Alacant és considerada com a alcaldessa perpètua de la ciutat. A més, rep l'ofrena més antiga dels Països Catalans el 21 i 22 de juny amb motiu de les Fogueres de Sant Joan.

## Alcanar
Festes de la Mare de Déu del Remei a Alcanar. Aquestes festes, que duren sis dies, comencen amb volteig de campanes, cercavila amb la Banda Municipal i pregó; tot seguit hi ha la proclamació de la pubilla major i la romeria, amb la participació de carrosses guarnides, a l'ermita de la Mare de Déu del Remei, on es fa una ofrena floral.
L'Ajuntament reparteix paelles d'arròs a la concurrència, i a la tarda, concurs de sardanes. Al vespre, ball de gala gratuït. Els anys acabats amb 4 i en 9 se celebren festes quinquennals amb tota una sèrie d'actes extraordinaris.

## Barri de Les Corts
La Mare de Déu del Remei és la patrona de l'antic municipi de Les Corts, annexionat al de Barcelona l'any 1897. El pregó obra aquests actes, que acostumen a ser jocs, concursos, àpats de germanor i diferents actes culturals i esportius. L'església de Santa Maria del Remei és a la plaça de la Concòrdia d'aquest barri.
L'edifici, d'estil neoromànic és obra de l'arquitecte Josep Oriol Mestres i fou acabat el 1849. El campanar que s'aixecà més tard, el 1897 és obra de l'arquitecte Antoni Rovira i Rabassa. La imatge de la Mare de Déu, és obra de Pere Pagés

## Caldes de Montbui
Al santuari de la Mare de Déu del Remei se celebra un aplec de sardanes amb ofrena floral, i una gran fira amb concurs de cotxes antics i d'altres actes culturals.

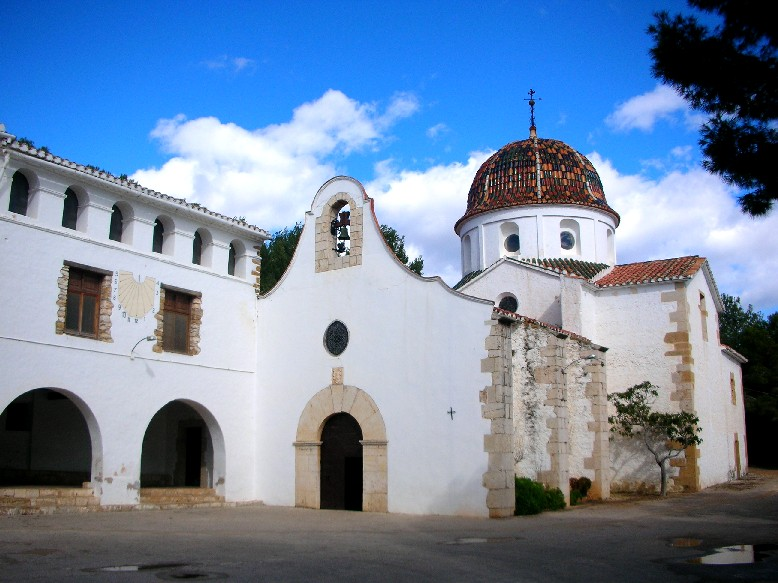
Ermita de la Mare de Déu del Remei a Alcanar
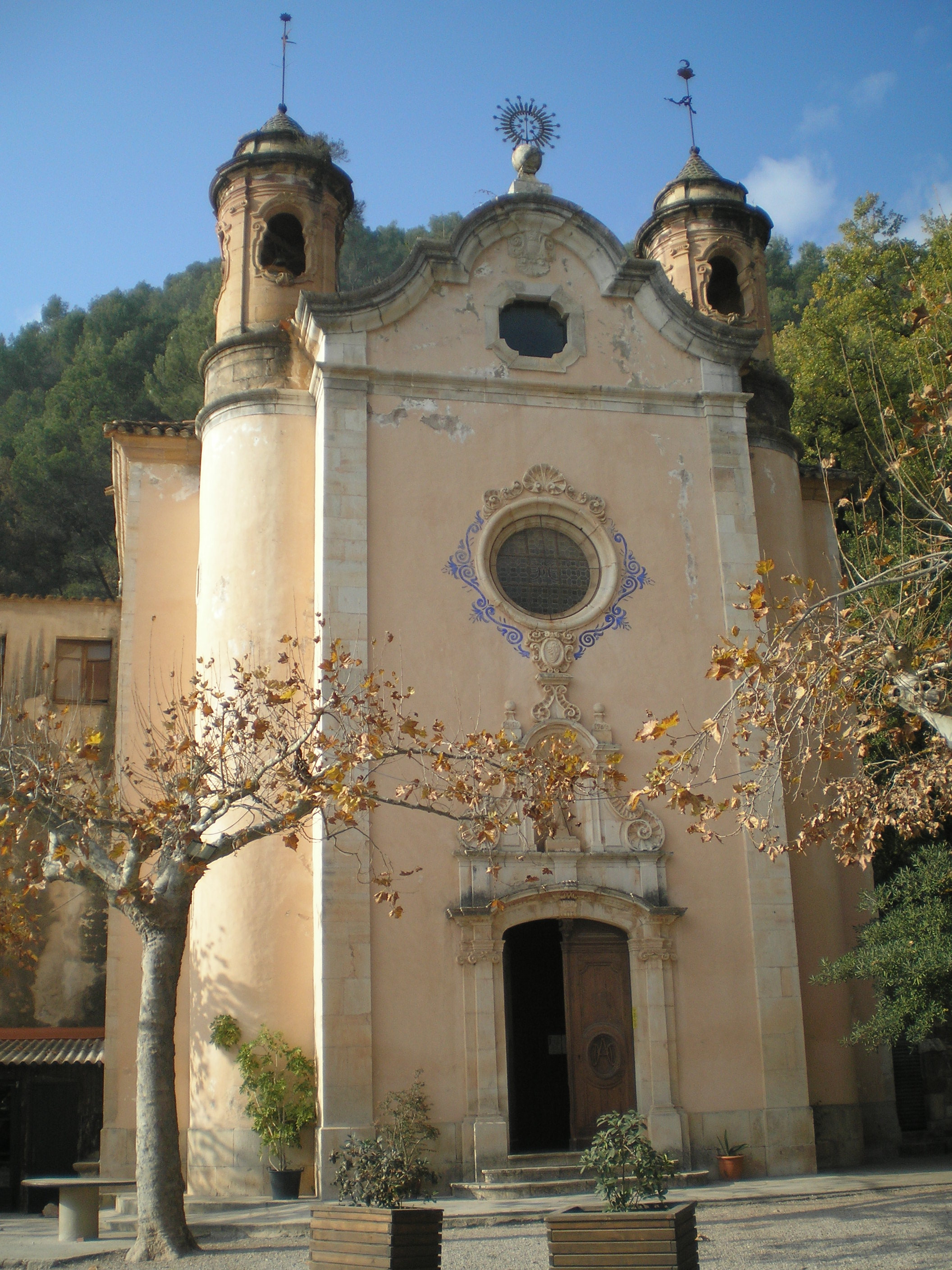
Ermita de la Mare de Déu del Remei a Alcover
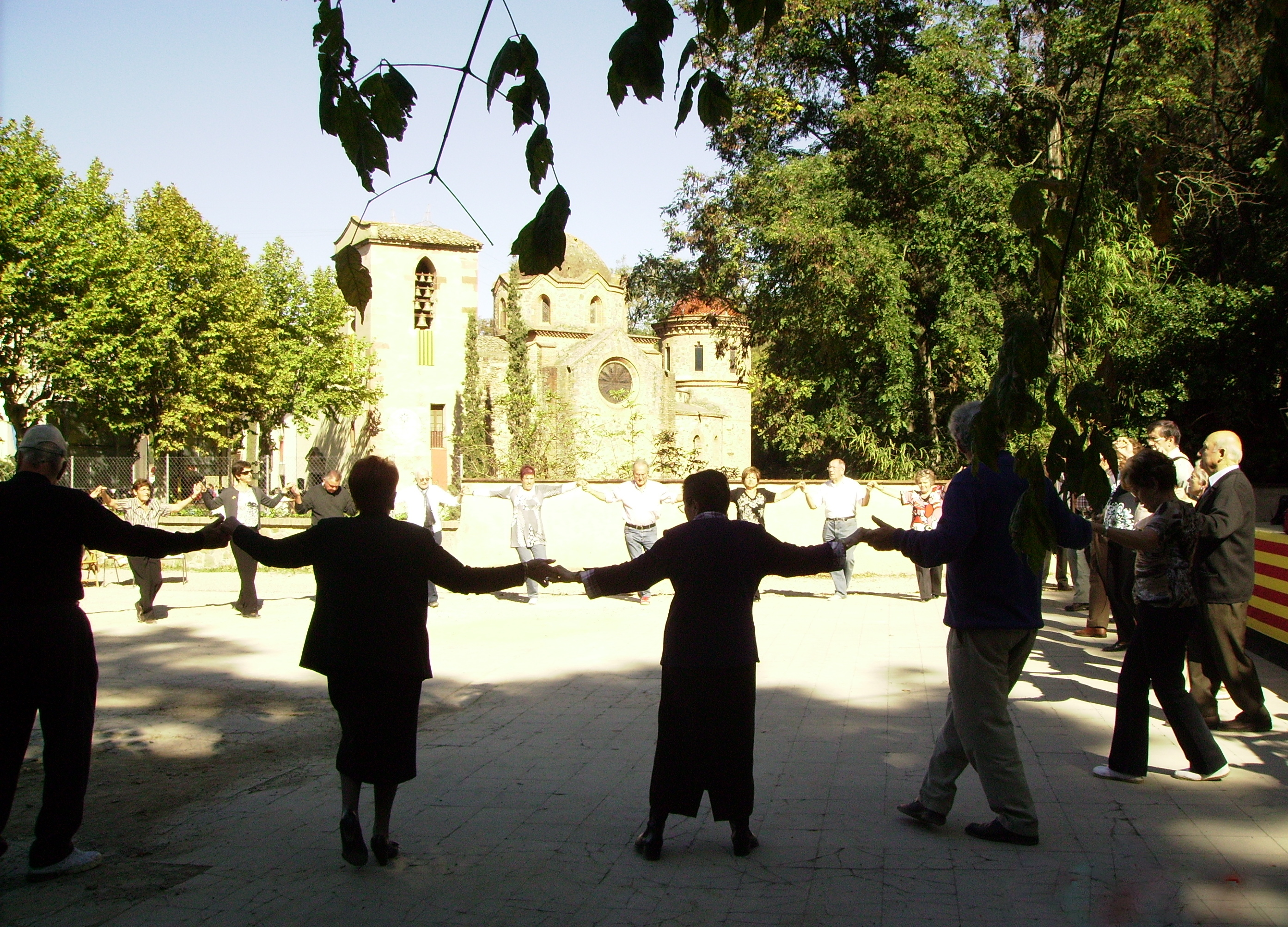
Aplec del Remei a Caldes de Montbui. Ballada de Sardanes
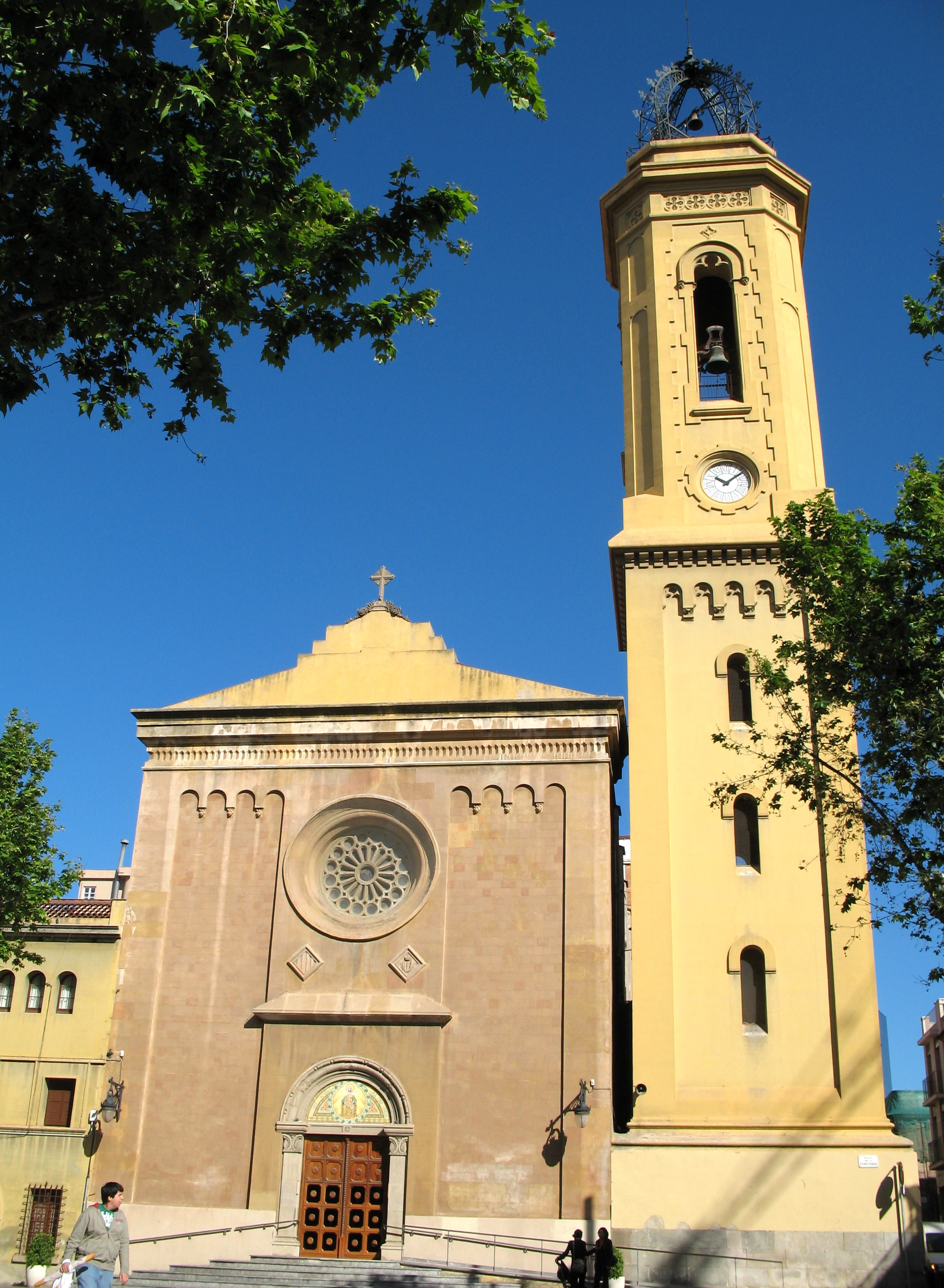
Església de Santa Maria del Remei, a la Plaça de la Concòrdia del barri de les Corts

## Llíria
Entre el primer i segon diumenge de setembre se celebren a Llíria les festes en honor de la Mare de Déu del Remei i la Santíssima Trinitat, organitzades per una clavaria i majoralia que és escollida a sorteig entre tots els confrares. Entre els actes més destacats trobem:
- Cavalcada, el primer diumenge, precedida per la desfilada de les comparses mores i cristianes.
- Nit mora, divendres nit, on desfilen les diferents comparses de Moros i Cristians. Se celebra normalment el divendres.
- Ofrena de flors a la Mare de Déu del Remei, el dissabte.
- Emotiu Trasllat, el segon diuemenge al matí, de la Mare de Déu del Remei, Sant Joan de Mata i la Santíssima Trinitat a l'església de la plaça de Llíria. Acompanyats pels gegants.
- Solemníssima processó, el segon diumenge per la vesprada. Procesionen les imatges de Joan de Mata, la Santíssima Trinitat i la Mare de Déu del Remei, acompanyats pels gegants del Remei, nanos i cavallets de la Degolla. En acabar la processó es realitza un sorteig de medalles i cada dos anys s'escull per sorteig una nova clavaria i majoralia.
- La festa gran se celebra el 7 d'octubre, coincident amb l'aniversari de la victoria del cristianisme a la batalla de Lepant

## Altres festes del Remei
Aquest diumenge se celebren nombrosos aplecs a santuaris i ermites de la Mare de Déu del Remei. Cal destacar els de:
- Alcanar (Montsià), Festa del Remei a la Moleta del Remei
- Alcover (Alt Camp), Festa de la Mare de Déu del Remei
- Anglès (Selva), Les Gales Petites, Festa del Remei
- Arenys de Munt (Maresme), Festa del Remei
- Avià (Berguedà), aplec del Remei
- Banyoles (Pla de l'Estany) aplec del Remei a Guèmol
- Barcelona (Barcelonès), festa a la Pl. de la Concòrdia - Les Corts
- Caldes de Montbui (Vallès Oriental), festa del Remei
- Cambrils (Baix Camp) aplec del Remei
- Camprodon (Ripollès) aplec del Remei a Crexenturri
- Cardona (Solsonès) aplec del Remei
- Cassà de la Selva (Gironès), aplec del Remei
- Castell d'Aro (Baix Empordà), aplec del Remei
- Castell d'Empordà (Baix Empordà), aplec del Remei
- Castellolí (Anoia) aplec del Remei
- Flix (Ribera d'Ebre) aplec del Remei
- Girona (Gironès), festa del Remei a Sant Fèlix
- Manresa (Bages), festa del barri del Remei
- Orriols (Alt Empordà), festa del Remei
- Perafita (Lluçanès) aplec del Remei
- Penelles (Urgell), festa al Castell del Remei
- Ripoll (Ripollès) aplec del Remei
- Ossó de Sió (Urgell), festa major de la Mare de Déu del Remei
- Santa Maria de Palautordera (Vallès Oriental), festa Major de la Mare de Déu del Remei
- Torrentbó - Arenys de Munt (Maresme), Ermita de la Mare de Déu del Remei
- Ventalló (Alt Empordà), festa del Remei a Saldet